# Караой (Уїльський район)
Карао́й (каз. Қараой) — село у складі Уїльського району Актюбінської області Казахстану. Адміністративний центр Караойського сільського округу.
Населення — 984 особи (2021; 1383 у 2009, 1560 у 1999, 1336 у 1989).